# Provinzen der Union

Frankreich (Grenzen von 1685) während der Religionskriege (1562–1598):
hugenottisch
umstritten
katholisch
lutherisch

Provinzen der Union (1573–1589), auch Vereinigte Provinzen des Midi, war eine Konföderation von lokalen hugenottischen Kommunen in der Zeit der Religionskriege in Frankreich. Die Union vereinigte die Provinzen Poitou, Languedoc, Provence, Dauphiné und Massif Central. Mit der Thronbesteigung 1589 durch Heinrich IV., der die Hugenotten protegierte, endete die Konföderation.

## Geschichte
Nach der Bartholomäusnacht 1572, durch die eine Annäherung zwischen den Hugenotten und dem König vereitelt wurde, kam es zum Vierten Hugenottenkrieg. Die Partei der Protestanten, die nicht mehr dem König vertraute, organisierte sich stärker als in der Vergangenheit.
Im Dezember 1573 erließ eine politische Versammlung der Hugenotten in Millau die sogenannte „Regulation“. Die Versammlung von Millau ernannte Henri, Prinz von Condé, zum Generalgouverneur und Beschützer. Als Henri ins Elsass floh, um neue Truppen zu organisieren, wurde die Führung innerhalb Frankreichs an Henri de Montmorency-Damville übergeben. Als schließlich Montmorency-Damville sich mit König Heinrich III. versöhnte, wurde Heinrich von Navarra zum Führer der Union.
Anführer
- Henri de Condé (bis 1574)
- Henri de Montmorency-Damville (bis 1577)
- Heinrich von Navarra

## Institutionen
Die Provinzen wurden in drei Stufen organisiert:
- in jeder Stadt ein Bürgermeister und zwei Versammlungen
- in jeder Provinz eine lokale Versammlung, die alle drei Monate zusammentritt; zu dieser Versammlung werden Repräsentanten von jeder Stadt und jedem Dorf bestimmt
- eine Generalversammlung, die alle drei Monate zusammentritt; sie formuliert Rechte, entscheidet über Krieg und Frieden und bestimmt die Besteuerung

Damit wurde die absolute Macht des Königs Karl IX. in Frage zu Gunsten einer Autonomie der Provinzen.

## Debatte der Historiker
Die Bezeichnung Vereinigte Provinzen des Midi wurde erst 1965 durch den Historiker Jean Delumeau verwendet und mit der Situation der Republik der Sieben Vereinigten Provinzen verglichen. Sie wurde dann durch Janine Garrisson 1980 weiter populär gemacht. Arlette Jouanna lehnt diese Bezeichnung ab und bevorzugt die „Provinzen der Union“, weil dies der eigentliche Name war, der von der Versammlung von Millau angenommen wurde, und auch weil die Bezeichnung „Vereinigte Provinzen des Midi“ zu einem Irrtum führen kann, da es sich hier nicht um eine Sezession oder eine abgespaltene Republik handele.
Die Provinzen der Union werden von einigen Historikern als ein Versuch der Abspaltung vom Königreich Frankreich bezeichnet, so wie sich die Niederlande 1581 von Spanien als eine abgespaltene Republik formierten. Jedoch hatte laut der Regulation von 1573 die Versammlung von Millau „keinen anderen Zweck als den Ruhm des Gottes und sein Königreich zu verbreiten; Dienst für diese (französische) Krone zu erfüllen und Frieden für Frankreich zu garantieren“. 1574 erklärte die Versammlung, dass sie nie beabsichtigte, sich von Frankreich abzuspalten und unseren natürlichen König (franz.= naturel roi) zu verlassen. Arlette Jouanna nimmt an, dass es eine solche Idee in der Belagerung von La Rochelle (1627–1628) gegeben haben könnte; aber auch wenn es eine solche gab, wurde sie nie ernst genommen.